# Озёра (Ленинградская область)
Озёра — деревня в Калитинском сельском поселении Волосовского района Ленинградской области.

## История
Впервые упоминается в Писцовой книге Водской пятины 1500 года как сельцо Озеречно в Спасском Зарецком погосте.
Затем как деревня Ozera eller Oseretzno by в Зарецком погосте в шведских «Писцовых книгах Ижорской земли» 1618—1623 годов.
На карте Ингерманландии А. И. Бергенгейма, составленной по шведским материалам 1676 года, она обозначена как мыза Osoro.
На шведской «Генеральной карте провинции Ингерманландии» 1704 года — как Ossera.
Как деревня Оссора — на «Географическом чертеже Ижорской земли» Адриана Шонбека 1705 года.

ОЗЁРА — деревня принадлежит Левшиной, действительной статской советнице, число жителей по ревизии: 120 м. п., 125 ж. п. (1838 год)

Согласно карте Ф. Ф. Шуберта в 1844 году деревня Озеро насчитывала 30 крестьянских дворов.

ОЗЁРА — деревня генерал-майорши Волковой, по просёлочной дороге, число дворов — 38, число душ — 105 м. п. (1856 год)

ОЗЁРА — деревня владельческая при колодце, по просёлочной дороге от с. Рожествена к казённой Изварской лесной даче по правую сторону этой дороги, число дворов — 39, число жителей: 108 м. п., 107 ж. п. (1862 год)

В 1863 году временнообязанные крестьяне деревни выкупили свои земельные наделы у М. В. Волконской и стали собственниками земли.

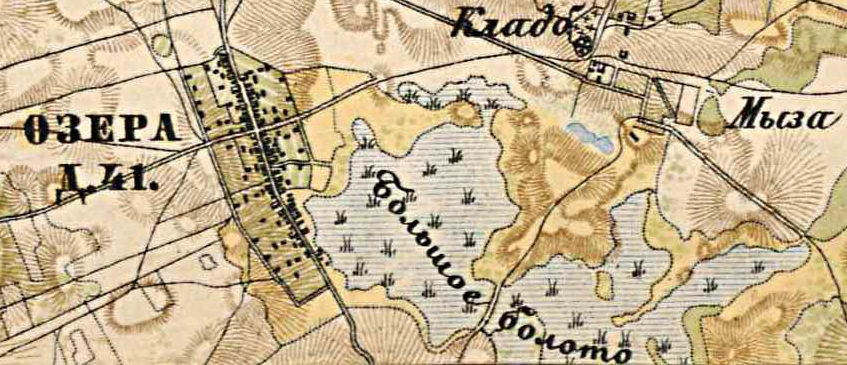
План деревни Озёра. 1885 год

В 1885 году деревня насчитывала 41 двор. К востоку от деревни за Большим болотом находилось кладбище и мыза Озёра.
В конце XIX — начале XX века она административно относилась к Сосницкой волости 2-го стана Царскосельского уезда Санкт-Петербургской губернии.
К 1913 году количество дворов увеличилось до 42.
В 1917 году деревня Озёра входила в состав Сосницкой волости Царскосельского уезда.
С 1917 по 1922 год деревня Озёра входила в состав Озёрского сельсовета Калитинской волости Детскосельского уезда.
С 1922 года в составе Пятигорского сельсовета.
С 1923 года в составе Озёрского сельсовета Венгисаровской волости Троцкого уезда.
С 1924 года в составе Калитинского сельсовета.
Согласно данным переписи населения СССР 1926 года в деревне Озёра проживали 226 человек, большинство русские, а также финны.
С 1927 года в составе Волосовского района.

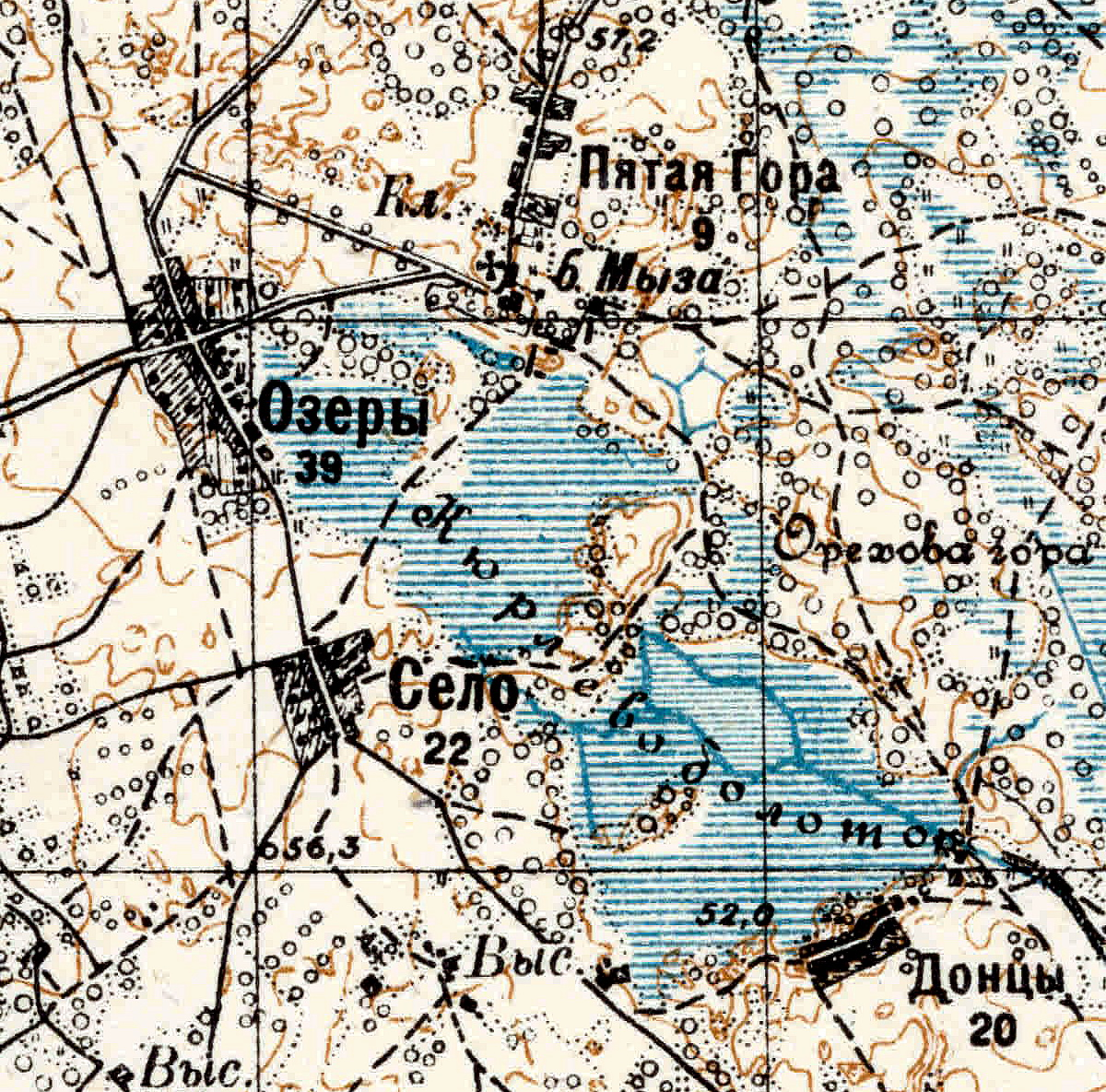
Деревня Озёра на карте 1934 года

Согласно топографической карте РККА 1934 года деревня называлась Озёры, насчитывала 39 дворов и находилась на западном берегу Кюрлева болота.
По административным данным 1933 года деревня Озёра входила в состав Калитинского сельсовета Волосовского района.
В 1940 году население деревни Озёра составляло 267 человек.
C 1 августа 1941 года по 31 декабря 1943 года деревня находилась в оккупации. Во время войны деревня была полностью уничтожена. 
В начале 1990-х на территории бывшей деревни стали строиться дачи. Постановлением правительства Российской Федерации от 21 декабря 1999 года № 1408 «О присвоении наименований географическим объектам и переименовании географических объектов в Ленинградской, Московской, Пермской и Тамбовской областях» деревня была восстановлена с названием Озёра.
В 2002 году в деревне проживали 6 человек (все русские), в 2007 году — 1 человек.

## География
Деревня расположена в восточной части района на автодороге 41К-356 (Курковицы — Глумицы).
Расстояние до административного центра поселения — 6 км.
Деревня находится близ Кюрлевских карьеров.

## Демография
| 1862 | 2002 | 2007 | 2010 | 2017 |
| ---- | ---- | ---- | ---- | ---- |
| 215  | ↘6   | ↘1   | ↗10  | ↗25  |

### Национальный состав
Согласно данным Всероссийской переписи населения 2021 года в деревне проживали 26 человек, из них:
 русские — 17, азербайджанцы — 2, якуты — 2, белорусы — 1, буряты — 1, казахи — 1, молдаване — 1, украинцы — 1 человек.

## Достопримечательности
- Близ деревни находится курганно-жальничный могильник XI—XIV веков[25].

## Улицы
1-я Нагорная, 2-я Нагорная, 3-я Нагорная, 4-я Нагорная, 5-я Нагорная, 6-я Нагорная, Весёлая, Дачная, Лесная, Луговая, Сельская, Центральная.